# Europäische Bewegung Frankreich
Die Europäische Bewegung Frankreich (Mouvement Européen-France, ME-F) ist ein von Bürgern und Organisationen getragener Verein für ein föderales Europa. Sie ist der französische Arm der 1948 gegründeten Europäischen Bewegung International.

## Organe und Struktur
Liste der Präsidenten:
- 1949–1950: Raoul Dautry
- 1950–1952: René Courtin
- 1952–1962: René Mayer
- 1962–1968: Pierre Sudreau
- 1968–1969: Gaston Defferre
- 1969–1973: Louis Leprince-Ringuet
- 1973–1990: Jean François-Poncet
- 1990–1995: Jean-Louis Bourlanges
- 1995–1999: Anne-Marie Idrac
- 1999–2005: Pierre Moscovici
- 2005–2006: Sylvie Goulard
- 2006–2010: Christian Philip
- 2010–2011: Jean-Luc Sauron (Interimspräsident)
- 2011–2016: Jean-Marie Cavada
- 2016–2022: Yves Bertoncini
- seit 2022: Hervé Moritz

Generalsekretärin ist seit Februar 2012 Dominika Rutkowska-Falroni.
Der Verein wird vom französischen Außenministerium, der Ile de France und der Europäischen Union gefördert. Daneben engagiert sich ein Kreis von Unternehmenssponsoren für den Verein.

## Projekte und Aktivitäten
Der Verein führt unterschiedliche Projekte durch, die sich an Jugendliche, Studenten, Bürger und Multiplikatoren richten. Darunter fallen Konferenzreihen wie die  Université d'automne (Herbstuniversität), die einmal jährlich Politiker, Vertreter der Zivilgesellschaft und Europa-Interessierte zu Debatten rund um ein europäisches Thema zusammenbringt, oder politische Dialogveranstaltungen zu aktuellen EU-Themen im Senat. Jährlich ausgetragen wird auch der Prix du Témoignage Européen, ein Foto- oder Videowettbewerb für Jugendliche zwischen 12 und 18 Jahren zu einem europäischen Thema. Daneben unterstützt der Verein Aktivitäten in den Regionen.